# 变质岩
變質岩（英語：Metamorphic rock）是經由變質作用所形成的。原岩受到熱（溫度高於150〜200℃）和壓力（1000巴）的作用，其內部的物理和化學性質逐漸變化。原岩可以是沉積岩、火成岩或是變質岩。是地球上已有的岩石，經地底高溫高壓所形成的。
地殼中百分之十五是由變質岩組成，並依照化學及礦物的組成（變質相）進行分類。原岩可因受地球內部的高溫及岩層上方的巨大壓力而形成變質岩。構造的過程也可形成變質岩，如大陸的碰撞造成的水平的壓力，使原岩摩擦和變形。岩脈的侵入也可形成變質岩。研究變質岩（大多因侵蝕及抬升而露於地表）可進一步了解地深處的溫壓環境。

## 例子
- 片麻岩（轉化自花崗岩）
- 板岩
- 大理岩（轉化自石灰岩）
- 片岩（轉化自頁岩）
- 石英岩（轉化自砂岩）
- 千枚岩
- 蛇紋岩（轉化自橄欖岩）
- 無煙煤

## 变质相
变质相是在一定的温度和压力范围内，不同成分的原岩经变质作用后形成的一套矿物共生组合。变质相首先由芬兰的P.埃斯克拉于1920年提出。他指出，在恒定的温度、压力条件下，通过变质而达到化学平衡的任一岩石的矿物组成受原岩总化学成分的控制，而与原岩的形成方式无关。

## 分布
变质岩在地壳中分布广，大陆和洋底都有，从太古宙到现代都有产出。区域变质岩分布最广，其他成因类型分布较少。区域变质岩主要出露于各大陆的前寒武纪地盾和地块及显生宙的变质活动带（常与造山带伴生），面积很大，常为几万至几十万平方公里，约占大陆面积的18%。
前寒武纪地盾和地块常组成各大陆的稳定核心，古生代及以后的变质活动带常围绕前寒武纪地盾或地块呈线形分布，如加拿大地盾东面的阿帕拉契造山带、波罗的地盾西北面的加里东造山带、俄罗斯地块南面的华力西造山带和阿尔卑斯造山带等，有些年轻的变质活动带沿着大陆边缘或岛弧分布，如太平洋东岸和日本列岛，这表明大陆是通过变质活动带的向外推移不断增长的。另一情况下，变质活动带也可斜切古老结晶基底而分布，这代表大陆经解体而形成的陆内造山带。
20世纪60年代以来，还发现大洋底部的沉积物和玄武质岩下，有变质的玄武岩、辉长岩的广泛分布，是由海底变质作用形成的。变质岩在中国分布也很广，华北地块和塔里木地块主要由前寒武纪旱期的区域变质岩和混合岩组成，并构成了中国大陆地質的古老核心。

## 附註
1. ↑  . （原始内容存档于2020-04-21）.

## 外部連結

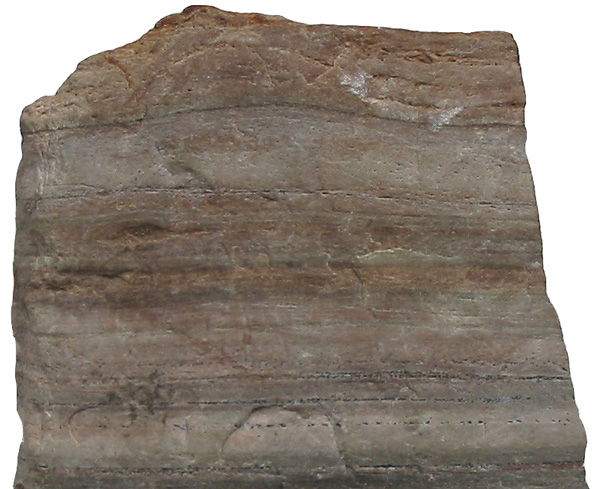
石英岩是變質岩的一種

- Metamorphic textures - Middle East Technical University
- Types of metamorphism - Tulane U.（页面存档备份，存于）
- Contact metamorphism example（页面存档备份，存于）
- Metamorphic Rock Database (MetPetDB) - Department of Earth and Environmental Sciences, Rensselaer Polytechnic Institute
- Metamorphic Rocks Tour, an introduction to metamorphic rocks